# Fruktóza-6-fosfát
Fruktóza 6-fosfát (někdy nazývaný Neubergův ester) je derivát fruktózy, která byla fosforylována na 6-hydroxyskupině. Je to jeden z několika možných fruktózafosfátů. β-D-forma této sloučeniny je v buňkách velmi běžná. Velká většina glukózy se po vstupu do buňky přemění na fruktóza-6-fosfát v procesu glykolýzy. Pojmenování Neubergův ester je dle německého biochemika Carla Neuberga. Právě ten v roce 1918 zjistil, že sloučenina (později identifikovaná jako fruktóza-6-fosfát) byla vyrobena hydrolýzou fruktóza-2,6-bisfosfátu.